# Carlo Battisti (Maler)
Carlo Battisti (* 9. September 1910 in Wien, Österreich-Ungarn; † 2. November 1985 oder 1988 in Bad Ischl) war ein österreichischer Maler und Graphiker.

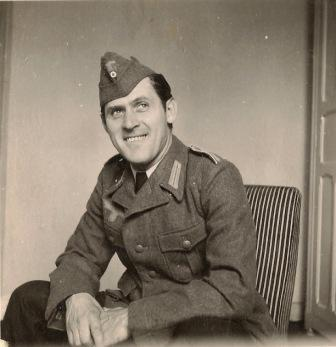
Carlo Battisti als Unteroffizier im Zweiten Weltkrieg

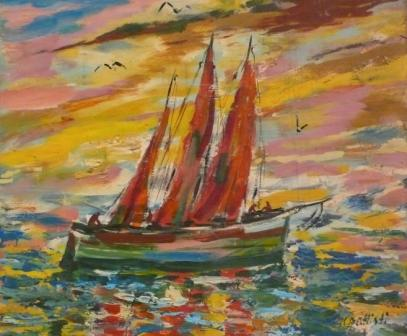
Segelschiff, Öl auf Hartfaser

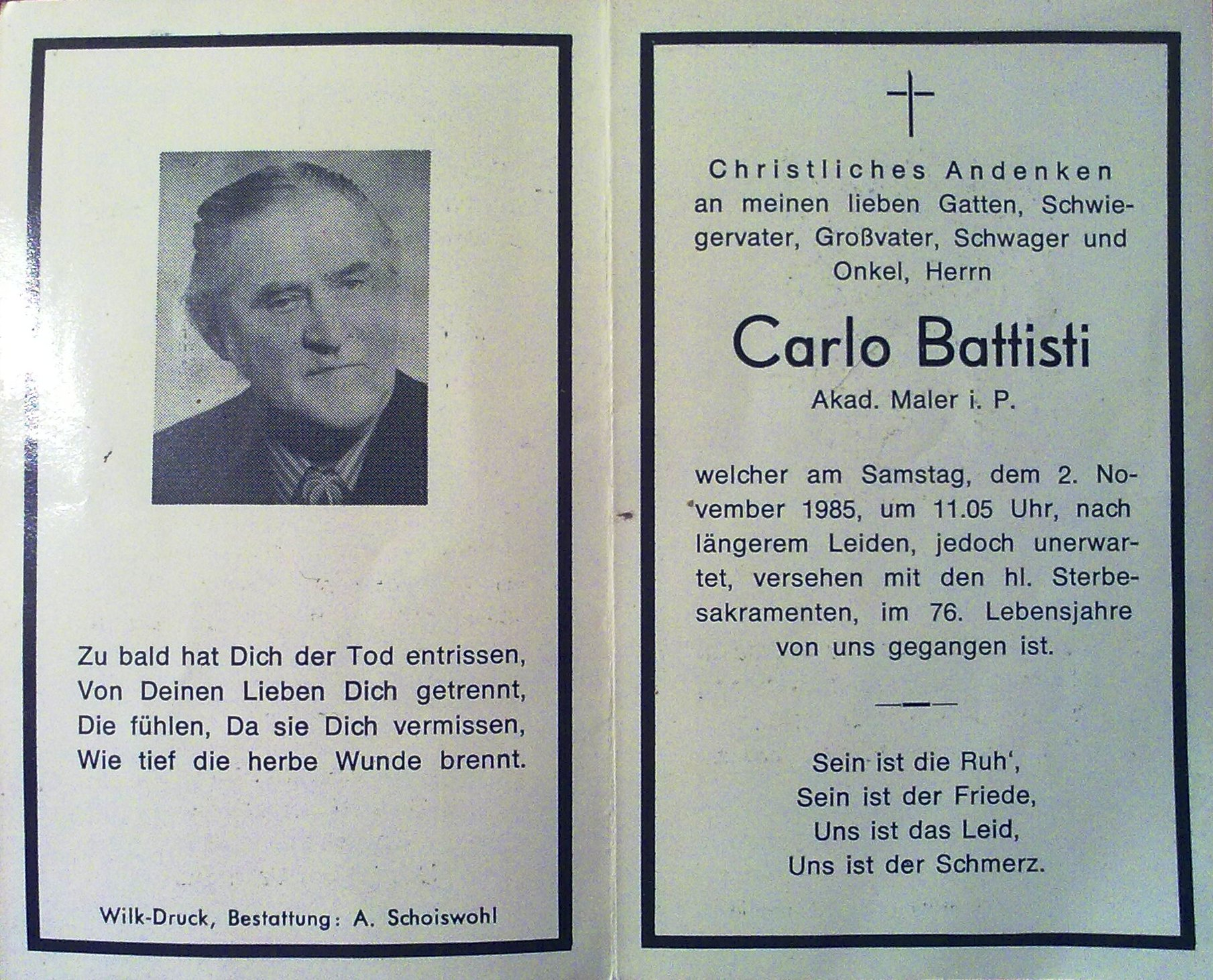
Partezettel 1985

## Leben
Carlo Battisti absolvierte sein Kunststudium zuerst an der Volkshochschule in Wien danach an der Jan-Matejko-Akademie der Bildenden Künste in Krakau. Ende der 1920er Jahre arbeitete er für das Art-Studio J.Jolles als Gobelinmaler. 1938 arbeitete er als Theatermaler an der Wiener Staatsoper. Ab 1939 leistete er Militärdienst und wurde 1943 als Presse- und Kriegsmaler verpflichtet. Ab Mitte der 1940er Jahre war er als freischaffender Künstler tätig. Es folgten viele Ausstellungen, in New York City, Florida, Berlin und Dresden. 1944 war er mit der Zeichnung Wohnhaus an einer Strecke im Osten auf der Großen Deutschen Kunstausstellung in München vertreten.
Sein Grab befindet sich auf dem Friedhof Bad Ischl.